# Louise Grevenkop-Castenskiold
Louise Emilie Cathrine Grevenkop-Castenskiold (7. juni 1853 – 30. september 1935) var overhofmesterinde hos dronning Alexandrine.
Hun var datter af diplomaten Melchior Grevenkop-Castenskiold og Thecla født Hochschild og var først stiftsdame i Vallø Stift. Hun blev hofdame hos kronprinsesse Alexandrine i 1898 og overhofmesterinde i 1912, hvilket hun var til sin død.
Fra 1926 ejede hun Hørbygård. Hun var ugift.